# Hans Knauß
Hans Knauß, né le 9 février 1971 à Schladming, est un skieur alpin autrichien.

## Palmarès

### Championnats du monde
- Championnats du monde de 1999 à Vail (États-Unis)
  - médaille de bronze en Super-G
- Championnats du monde de 2003 à Saint-Moritz (Suisse)
  - médaille d'argent en Slalom

### Coupe du monde
- 7 succès en course (3 en Slalom géant, 3 en Super G, 1 en Descente)

(État au 10 novembre 2005)

#### Saison par saison
- 1996 :
  - Slalom géant : 1 victoire (Alta Badia ( Italie))
  - Super G : 2 victoire (Valloire ( France), Val d'Isère ( France))
- 1998 :
  - Super G : 1 victoire (Kvitfjell ( Norvège))
- 1999 :
  - Descente : 1 victoire (Kitzbühel ( Autriche))
- 2003 :
  - Slalom géant : 2 victoires (Adelboden ( Suisse), Lillehammer ( Norvège))